# Bolesławiec (comune rurale)
Bolesławiec (in tedesco Bunzlau) è un comune rurale polacco del distretto di Bolesławiec, nel voivodato della Bassa Slesia.
Ricopre una superficie di 288,93 km² e nel 2004 contava 12 190 abitanti.
Il capoluogo è Bolesławiec, che non fa parte del territorio ma costituisce un comune a sé.